# 1923년 코파 델 레이
코파 델 레이 1923(스페인어: Copa del Rey de Fútbol 1923)은 스페인의 축구 컵대회인 코파 델 레이의 21번째 시즌이다.
이 대회는 1923년 3월 25일에 시작되어 1923년 5월 13일에 바르셀로나의 레스 코르츠에서 열린 결승전으로 막을 내렸다. 이 경기에서 아틀레틱 빌바오는 에우로파를 1-0으로 이기고 9번째 대회 우승을 거머쥐었다.

## 참가 구단
- 비스카이아 도: 아틀레틱 빌바오
- 기푸스코아 도: 레알 소시에다드
- 중부: 레알 마드리드
- 남부: 세비야
- 갈리시아 주: 레알 비고 스포르팅
- 아스투리아스 주: 스포르팅 히혼
- 카탈루냐 주: 에우로파
- 레반테: 발렌시아 축구단

## 8강전
| 팀 1               | 합계 | 팀 2            | 1차전 | 2차전 |
| ------------------ | ---- | --------------- | ----- | ----- |
| 레알 마드리드      | 1–8  | 아틀레틱 빌바오 | 1–3   | 0–5   |
| 레알 비고 스포르팅 | 3–4  | 레알 소시에다드 | 3–1   | 0–3   |
| 발렌시아 축구단    | 2–6  | 스포르팅 히혼   | 1–0   | 1–6   |
| 에우로파           | 6–1  | 세비야          | 4–0   | 2–1   |

- 승자 결정전 (양쪽이 1승씩 기록)

| 팀 1            | 결과 | 팀 2               |
| --------------- | ---- | ------------------ |
| 스포르팅 히혼   | 2–0  | 발렌시아 축구단    |
| 레알 소시에다드 | 4–1  | 레알 비고 스포르팅 |

1차전:
| 1923년 3월 25일    |     |                    |          |
| 레알 마드리드      | 1–3 | 아틀레틱 빌바오    |          |
| 레알 비고 스포르팅 | 3–1 | 레알 소시에다드    |          |
| 발렌시아 축구단    | 1–0 | 스포르팅 히혼      |          |
| 에우로파           | 4–0 | 세비야             |          |
| 2차전:             |     |                    |          |
| 1923년 4월 8일     |     |                    |          |
| 아틀레틱 빌바오    | 5–0 | 레알 마드리드      | 합계:8–1 |
| 스포르팅 히혼      | 6–1 | 발렌시아 축구단    |          |
| 세비야             | 1–2 | 에우로파           | 합계:1–6 |
| 1923년 4월 13일    |     |                    |          |
| 레알 소시에다드    | 3–0 | 레알 비고 스포르팅 |          |
| 승자 결정전:       |     |                    |          |
| 1923년 4월 11일    |     |                    |          |
| 스포르팅 히혼      | 2–0 | 발렌시아 축구단    |          |
| 1923년 4월 15일    |     |                    |          |
| 레알 소시에다드    | 4–1 | 레알 비고 스포르팅 |          |

## 준결승전
| 팀 1            | 합계 | 팀 2            | 1차전 | 2차전 |
| --------------- | ---- | --------------- | ----- | ----- |
| 레알 소시에다드 | 0–2  | 아틀레틱 빌바오 | 0–0   | 0–2   |
| 에우로파        | 5–3  | 스포르팅 히혼   | 3–2   | 2–1   |

1차전:
| 1923년 4월 22일 |     |                 |          |
| 레알 소시에다드 | 0–0 | 아틀레틱 빌바오 |          |
| 에우로파        | 3–2 | 스포르팅 히혼   |          |
| 2차전:          |     |                 |          |
| 1923년 4월 29일 |     |                 |          |
| 아틀레틱 빌바오 | 2–0 | 레알 소시에다드 | 합계:2–0 |
| 스포르팅 히혼   | 1–2 | 에우로파        | 합계:3–5 |

## 결승전
| 아틀레틱 빌바오 | 1 – 0 | 에우로파 |
| --------------- | ----- | -------- |
| 트라비에소      |       |          |

| 코파 델 레이 1923 우승     |
| -------------------------- |
| 아틀레틱 빌바오 9번째 우승 |